# Pešca
Pešca (cyr. Пешца) – wieś w Czarnogórze, w gminie Berane. W 2011 roku liczyła 1905 mieszkańców.